# 상록호텔조리직업전문학교
상록호텔조리직업전문학교(상록호텔條理職業專門學校, Culinary Academy of Sang-Nok)는 인천광역시 계양구에 위치한 전문학교이다.

## 연혁
- 2008년: 상록요리제빵학원 설립
- 2012년: 고용노동부 직업능력개발훈련 교육기관 지정
- 2013년: 상록호텔조리전문학교로 개편

## 교육편제
다음은 2019년 기준, 상록호텔조리직업전문학교에서 제공하는 교육 과정 일람이다.
- 조리기능사 과정
- 제과제빵사 과정
- 커피바리스타 과정